# Senatobia
Senatobia ist eine Stadt innerhalb von Mississippi in den Vereinigten Staaten. Sie ist der Verwaltungssitz (County Seat) des Tate County. Das U.S. Census Bureau hat bei der Volkszählung 2020 eine Einwohnerzahl von 8354 ermittelt.
Senatobia befindet sich im Norden von Mississippi und ist Teil der Metropolregion Memphis.

## Geschichte
Am 13. April 1834 kaufte der frühe Siedler James Peters zwei Abschnitte Land von der Chickasaw Nation für die Summe von 1,25 Dollar pro Acre. Dieses Land wurde später als die Stadt Senatobia entwickelt. Die Gemeinde erhielt ihren Namen vom Senatobia Creek.
Senatobia erhielt seine Charta als Gemeinde im Jahr 1860. Während des Bürgerkriegs wurde das Geschäftsviertel der Stadt zweimal von Bundestruppen niedergebrannt. Tate County wurde 1873, während der Reconstruction, eingerichtet.

## Demografie
Nach der Schätzung von 2019 leben in Senatobia 7610 Menschen. Die Bevölkerung teilte sich im selben Jahr auf in 57,3 % Weiße, 40,2 % Afroamerikaner, 0,1 % amerikanische Ureinwohner, 0,4 % Asiaten und 1,2 % mit zwei oder mehr Ethnizitäten. Hispanics oder Latinos aller Ethnien machten 2,6 % der Bevölkerung aus. Das mittlere Haushaltseinkommen lag bei 53.529 US-Dollar und die Armutsquote bei 18,9 %.

## Bildung
Senatobia ist die Heimat des Northwest Mississippi Community College, einem staatlichen Community College, das zweijährige akademische und technische Studiengänge anbietet. Northwest's systemweite Einschreibung übersteigt 8000 auf drei Campussen in Senatobia, Southaven und Oxford.

## Söhne und Töchter der Stadt
- Robert Earl Jones (1910–2006), Schauspieler
- Kamala (1950–2020), Wrestler